# Maysan
Maysan (arabisk: محافظة ميسان) er en irakisk provins, som ligger i det østlige Irak. Provinsen har et areal på 16.072 km²  med 922.890(2009) indbyggere.
Det administrative hovedsæde i provinsen er byen Amarah, der ligger nær Eufrat, med 511.500(2015) indbyggere.
Før 1976 var provinsen kendt som Amara.